# Google AdSense
Google Adsense是一個由Google公司設置的廣告計劃，會員可以利用Youtube流量和Blogspot功能置入廣告服務，以賺取傭金。會員可分得搜尋廣告收益的 51%、內容廣告收益的 68%。

## 原理

在網頁的Google AdSense廣告服务

AdSense for content會自動檢索目標網頁的內容，然後放送與目標對象和網站內容相關的廣告（站長也可以選擇文字或圖片廣告）；Google聲稱，系統會媒合出最適當的廣告，讓讀者確實發現這些廣告是有用的。
AdSense for search讓網站發佈者為訪客提供Google網頁和網站搜尋功能，並藉由在搜尋結果網頁放送Google廣告來獲取收益。

## 批評

### 帳戶停權
Google会将点击欺诈判断为无效点击，並在一定情況下停用用户AdSense的帐户，但谷歌並沒有公開其停用帳目的準則，其透明度屢受批評。但也有人指出，Google不详细解释封停的具体技术细节是有原因的，作弊和反作弊是AdSense一项长期而复杂的工作，如果Google向发布商详细讲解反作弊的原理，那无疑将导致“道高一尺、魔高一丈”的局面，促使作弊技术的极大提升，鉴于这种风险，Google只能对其反作弊系统采取严格保密的措施来防止这方面的泄密，大多数被停用的帐号都被告知是因为“无效点击”而引起的。
Adsense的付款政策也備受質疑，只有當帳戶收益達到100美元的時候，發布商才能進行請款。但是許多小型發布商需要相當長的時間才能獲得這個數字的收益，可能是一年甚至是數年。
許多網站的擁有者抱怨他們的AdSense帳戶在他們正要領取第一張收益支票前被停權。Google聲稱他們的帳號被停權是因為無效活動或是禁止的內容，但是卻沒有提供任何證據。一封自動產生的電子郵件會被寄給發布商，裡面沒有提及任何相關的原因，而只有一個提供申訴的表單連結。在那封通知停權的信件中，Google表示：「由於我們有責任保護AdWords廣告客戶的權益，避免客戶因無效點擊活動而權益受損，因此我們認為有必要停用您的AdSense帳戶。您的未付帳款和Google配發收益都將全數退還給受影響的廣告客戶。」發佈商在帳戶被停權後將無法領取任何尚未被領取的收益。

### 非法廣告
在某些例子中，AdSense會顯示違法的廣告。在一個BBC的調查中，Google承認其自兜售非法2012年倫敦奧運入場券的廣告中獲利。另外在2011年時，Google因為刊登一個加拿大假藥商的廣告，被美國司法部判罰5億美元。

## Google與AdSense使用者的關係
AdSense的使用者並不是Google的客戶，而是獨立的契約當事人。在AdSense官方英文論壇 （页面存档备份，存于）中，在使用者質疑為何AdSense沒有提供客戶服務時，有幾名解答王（Top Contributor）多次表示，Google才是AdSense使用者的客戶，應該是由他們來服務Google。
Google表示他們有權基於任何理由將AdSense帳戶停權，而且絕大多數被停權的使用者都終生無法再加入AdSense計畫，無論他們被停權的原因是什麼。這意味著AdSense並不能視為一個網站的穩定收入來源。

## 参看
- Google Ads针对广告客户，Google AdSense则是针对网站发布商
- 广告网络
- Google产品列表